# Olé Olé Olé!: A Trip Across Latin America
Olé Olé Olé!: A Trip Across Latin America es una película documental producida por la banda de rock británica The Rolling Stones que relata los momentos más relevantes de su gira por América Latina en 2016. Olé se estrenó el 16 de septiembre de 2016 en el Festival Internacional de Cine de Toronto. El primer tráiler de la película fue subido al canal oficial de la banda en YouTube el 7 de septiembre de 2016.
El documental se estrenó en DVD y Blu-Ray el 26 de mayo de 2017. Ambas producciones, Olé Olé Olé! A Trip Across Latin America y el concierto The Rolling Stones: Havana Moon, fueron dirigidos por Paul Dugdale. Olé presenta el último momento histórico en la carrera de la banda, siguiendo a los Stones a lo largo de su gira por América Latina antes de culminar en un multitudinario concierto en La Habana, y relatando todos los acontecimientos que hicieron posible la realización del concierto en tierras cubanas. Relata además las experiencias de la banda tras haber tocado en países como Argentina, Colombia, Brasil, Perú, Uruguay, México y Chile.

## Recepción

### Debut
Olé debutó el 16 de septiembre de 2016 en el marco del Festival Internacional de Cine de Toronto. Se exhibió por televisión el 14 de octubre de 2016 mediante el servicio de suscripción canadiense CraveTV. En los Estados Unidos se exhibió el 15 de enero de 2017 mediante la plataforma Starz.

### Reseñas
La revista Rolling Stone magazine alabó el documental, afirmando en su reseña que "tiene mucho que recomendar". En su reseña, The New York Times afirmó que el documental "bien ensamblado que refleja eventos de sólo seis meses de antigüedad". La revista Variety elogió la película, afirmando que fue "filmada por expertos" y comentando que los cineastas "claramente contaban con muchos recursos". Variety también encontró interesante el segmento de la película que se desarrolla en Argentina (uno de los principales puntos focales).